# Verdrag van Parijs (1900)
Het Verdrag van Parijs werd getekend op 27 juni 1900 tussen de afgevaardigden van het Spaanse Rijk en de Franse Republiek. De conflicten die bestonden over de grenzen van Río Muni werden opgelost en er werd ook gestipuleerd dat als Spanje ooit zijn bezittingen zou laten vallen in de Río Muni dat deze bezit zouden worden van Frankrijk.